# Tele Atlas
Tele Atlas è una società che produce mappe digitali per sistemi di informazione geografica (GIS), servizi di localizzazione (LBS), e sistemi navigazione automotiva. Tra i suoi clienti vi sono Blaupunkt, Google Maps, Map24, MapQuest, Microsoft, e TomTom. Tele Atlas ha base fuori 's-Hertogenbosch (Paesi Bassi) con uffici in tutto il mondo. La sua principale rivale era Navteq, ora incorporata in Nokia.

## Storia
Nel luglio 2007 la società ha ricevuto un'offerta da parte della società TomTom produttrice dell'omonima serie di navigatori satellitari; l'offerta ammontava a circa 1,8 miliardi di euro. In ottobre la società Garmin, anch'essa produttrice di una serie di navigatori satellitari, ha presentato un'offerta per la società; l'offerta ha superato quella della TomTom. In novembre la Tom Tom ha rilanciato nuovamente promuovendo un'OPA da 2,9 miliardi di euro.
Nel giugno del 2008 l'acquisizione diventa effettiva avendo ricevuto l'avallo anche della commissione europea sulla concorrenza. A fine giugno la società rende noto di aver stretto un accordo di collaborazione con Google della durata di cinque anni. L'accordo prevede che Google utilizzi le mappe della società e che gli utenti Google possano inviare degli aggiornamenti delle mappe direttamente a Tele Atlas.